# Hundewasser
Das Hundewasser war einer der zahlreichen Nebenarme der Weißen Elster in deren anastomosierendem Flusslauf (oft als Binnendelta bezeichnet), welcher heute durch menschlichen Einfluss ein Altarm ist. 
Es zweigte am Hundewehr im Leipziger Stadtteil Wahren linksseitig von der Weißen Elster ab und floss ausschließlich auf Leipziger Stadtgebiet.

## Name
Mindestens seit 1780 sind Hundewasser als Bezeichnung für das Gewässer und Hundewehr als Bezeichnung für die Wehranlage belegt. Die Bezeichnung Hinterwasser ist zwar zutreffend, da das Hundewasser vom nördlichen Rand der Aue betrachtet hinter der Weißen Elster liegt, eine offizielle Verwendung ist aber nicht belegt. In der Region ist die Bezeichnung Hinterwasser dennoch umgangssprachlich im Gebrauch.

## Geographie

### Verlauf
Das Hundewasser zweigte am Hundewehr nördlich des Auensees von der Weißen Elster ab, unterquerte die Rittergutsstraße (nach der Verlegung die Gustav-Esche-Straße) und verlief dann annähernd parallel zur Weißen Elster westlich durch die Burgaue. 
Der sich anschließende, heute noch erhaltene Unterlauf durchfließt den Schlosspark Lützschena und vereinigt sich wenige hundert Meter weiter, nach Unterquerung der Hundewasserbrücke, wieder mit der Weißen Elster.

### Hydromorphologie
Das Hundewasser hatte eine Länge von etwa 7 km und eine durchschnittliche Breite von etwa 5 m. Der verbliebene Unterlauf ist heute 2.580 m lang und hat einen Abfluss von wenigen Litern pro Sekunde, einem Hundertstel des ursprünglichen Wertes.

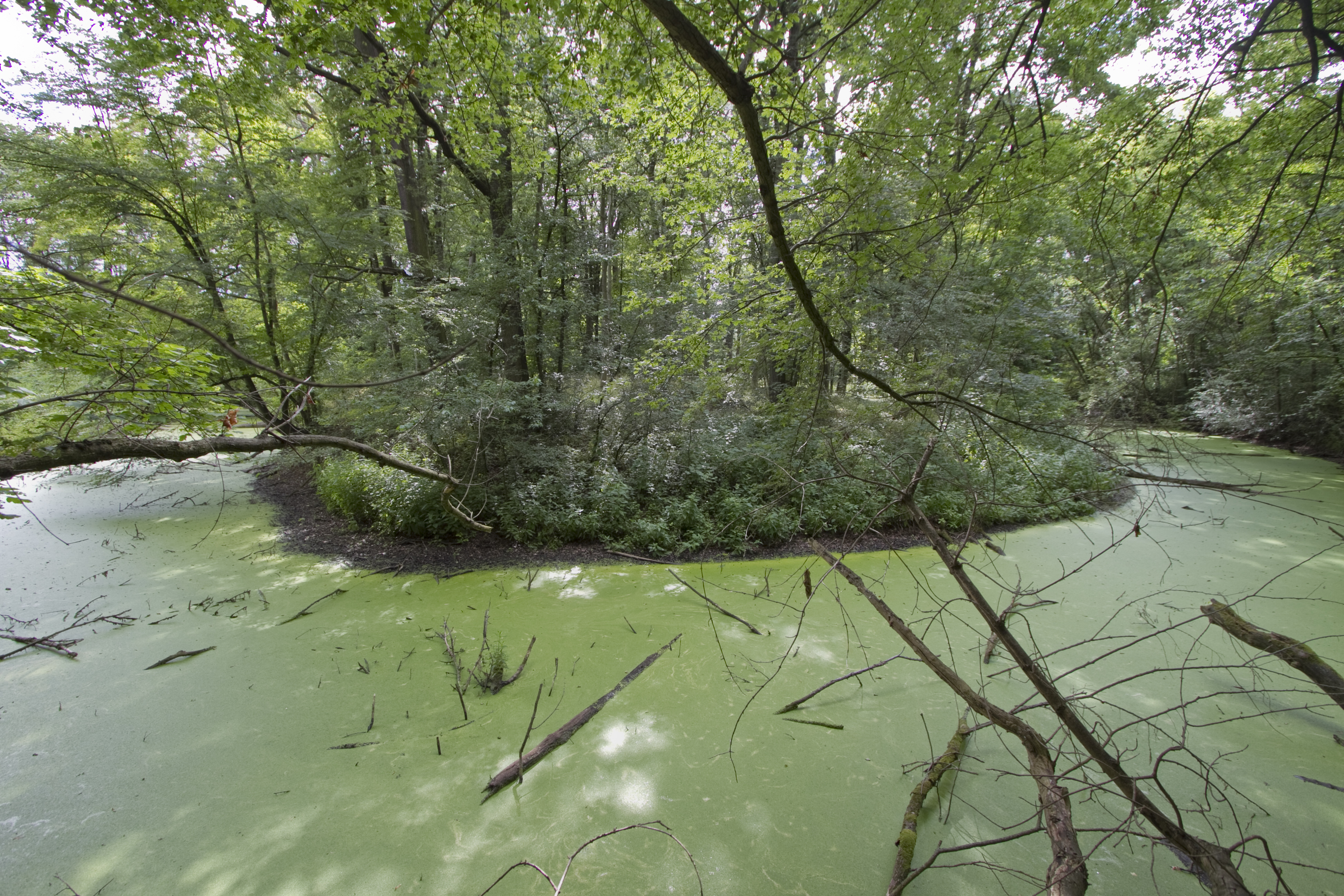
Hundewasser in Leipzig Stahmeln

Die Elsteraue hat im Bereich des Hundewassers eine Breite von etwa 3 km. Die Weiße Elster hat deshalb zahlreiche Nebenarme wie das Hundewasser, die Luppe oder die Batschke ausgebildet. Geprägt durch viele Mäander und Altarme, hat auch das Hundewasser einen kleinen Nebenarm im Schlosspark Lützschena.
Bis zur Regulierung der Weißen Elster, welche bei Leipzig im Bau der Neuen Luppe gipfelte, wurden während der jährlich wiederkehrenden Hochwasser zusätzlich noch Altarme und Flutrinnen durchflossen, die sonst keine Verbindung zum Fließgewässer hatten.

## Menschliche Eingriffe

Die Elster-Luppe-Aue (1907) und die Neue Luppe (rot gestrichelte Linie)

Schon vor dem 19. Jahrhundert wurde das Hundewehr zur Regulierung des Hundewassers gebaut. 
Ab 1913 wurde das Hundewasser zur Flutung des neu angelegten Auensees verwendet, wobei der See stark verschlammte. Bereits 1914 wurde mit dem Bau einer Abkürzung für das Hundewasser durch den Auensee begonnen. Wenige Jahre später wurde diese fertiggestellt und der etwa 500 m lange verbliebene Altlauf verfüllt.
Der gravierendste Eingriff war der Bau der Neuen Luppe in den 1930er Jahren. Dabei wurde das Hundewasser, wie die meisten Nebenarme der Weißen Elster, unterbrochen und ist seitdem ein Altarm. Sein Unterlauf wird heute nur noch geringfügig durch Sicker- und Regenwasser gespeist. Der Oberlauf wurde inzwischen verfüllt.